# 尼子駅
尼子駅（あまごえき）は、滋賀県犬上郡甲良町尼子にある近江鉄道本線（湖東近江路線）の駅である。駅番号はOR10。

## 歴史
- 1911年（明治44年）6月1日：開業[1]。
- 2002年（平成14年）11月5日：貴生川寄りに100 m移転[2]。
- 2003年（平成15年）11月3日：2代目駅舎開業。
- 2023年（令和5年）5月20日：副駅名「古河AS本社前」を導入[3][4]。

## 駅構造

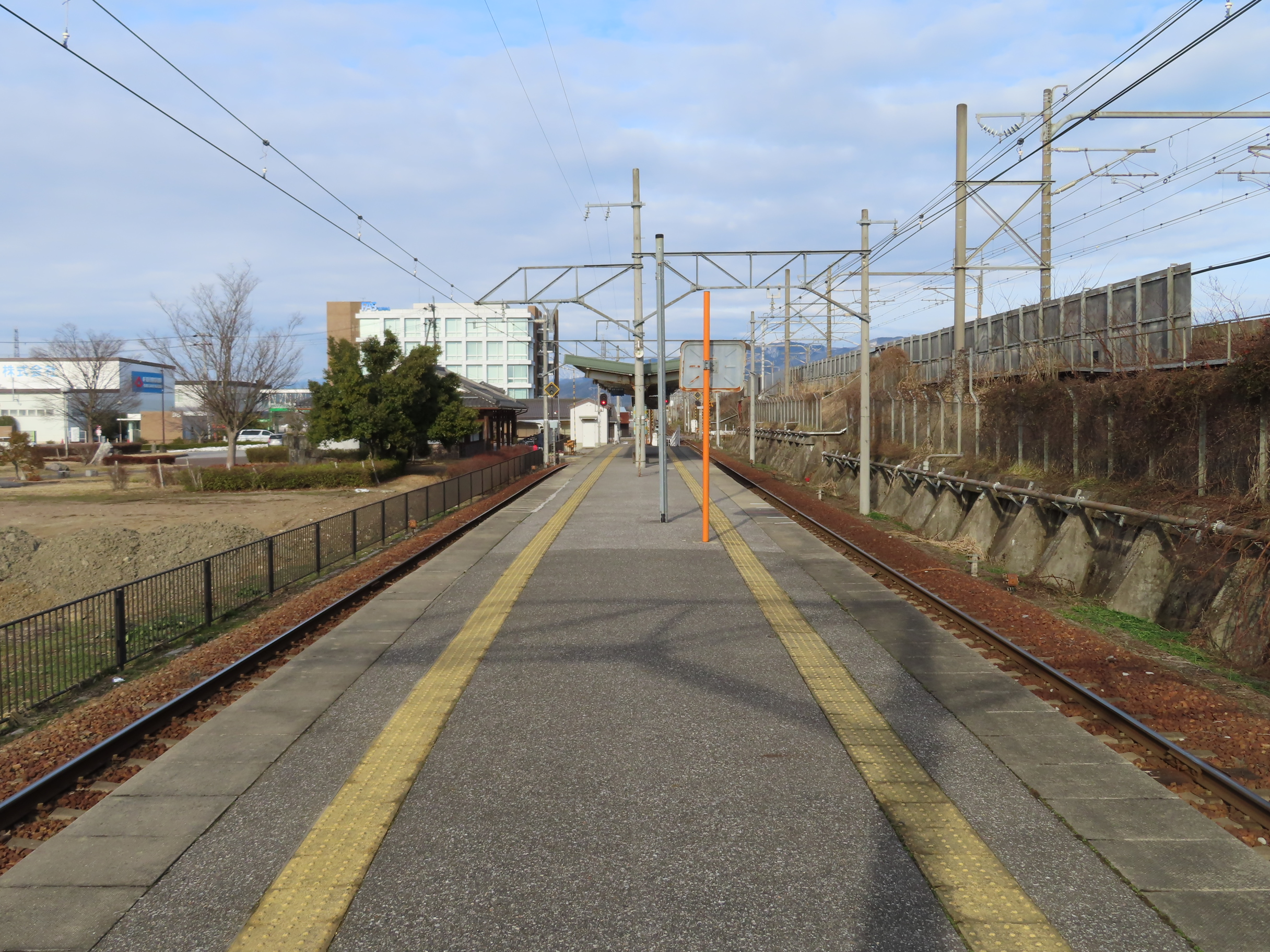
ホーム（2022年2月、右側の高架は東海道新幹線）

島式ホーム1面2線を有する地上駅であり、駅舎とホームは構内踏切で連絡している。2003年に交換設備（一線スルー方式）が設置され、ほぼ同時期にコミュニティハウスを兼ねた駅舎が整備されたが、駅員は配置されない（無人駅）。

### のりば
| 番線   | 路線                   | 方向 | 行先       |
| ------ | ---------------------- | ---- | ---------- |
| 反対側 | ■本線 （湖東近江路線） | 下り | 貴生川方面 |
| 駅舎側 | ■本線 （湖東近江路線） | 上り | 米原方面   |

※案内上ののりば番号は割り当てられていない。
付記事項
- 下り線のりばは上下両方向からの入線・出発が可能で、列車の折り返しを行うことができる。
- 下り線のりばの横を東海道新幹線が並走する（※豊郷・愛知川の各駅も同様）。

## 駅周辺

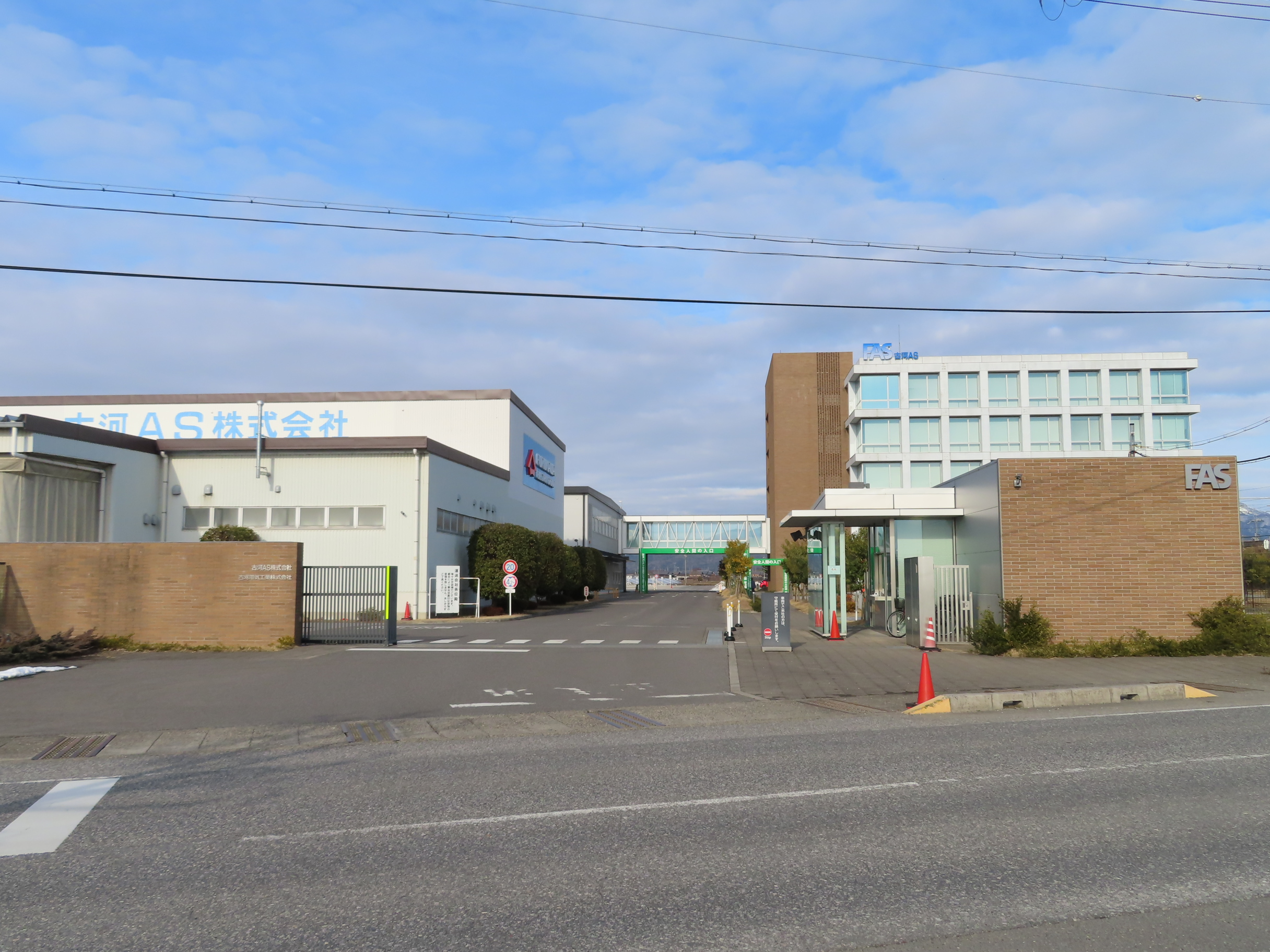
駅近くにある古河AS本社

周囲は田園地帯となっているが、集落が点在する。駅北側を通る滋賀県道227号線沿いにワイヤハーネス（自動車用組電線）を製造する工場がある。尼子は「尼子氏発祥の地」であるが、それにちなんだ記念碑は駅から東へやや離れた所にあり、その近隣には藤堂高虎出生地の石碑や殿城池（尼子城の堀跡）の史跡もある。
- 甲良町立甲良西小学校
- 古河AS
- 甲良神社
- 滋賀県道13号彦根八日市甲西線
- 滋賀県道227号敏満寺野口線
- 旧中山道

## 接続交通機関
駅舎の前に停留所がある。事業者によって停留所の名称が異なるが、位置は同じである。なお、両事業者とも路線名は全く同じであるが、運行経路は異なる。

### バス路線
尼子駅
- 湖国バス
  - 甲良線[注釈 1]（61系統）
    - 河瀬駅東口 / 富之尾

### タクシー路線
尼子駅前
- 愛のりタクシーこうら（デマンドタクシー）[7]
  - 甲良線
    - 市立病院 / 豊郷駅

## 隣の駅
近江鉄道
■本線（湖東近江路線）
高宮駅（OR07） - 尼子駅（OR10） - 豊郷駅（OR11）

### 記事本文